# Nyctiphanta
Nyctiphanta là một chi bướm đêm thuộc họ Geometridae.